# Провинциалка (фильм, 1953)
«Провинциалка» (итал. La provinciale) — итальянский драматический фильм 1953 года режиссера Марио Сольдати, экранизация одноименного произведения Альберто Моравиа. Фильм был внесен в список 100 итальянских фильмов, которые нужно сохранить от послевоенных до восьмидесятых годов XX века.

## Сюжет
Франко Вануцци и его жена Джемма собираются переезжать в Рим, где он получил должность профессора в университете. И неожиданно во время ужина, когда графиня Эльвира Кочеану начала описывать преимущества большого города, Джемма накинулась на нее с ножом.

## В ролях
- Мэрилин Бьюфёрд — Анна Сертори